# Nyhavn

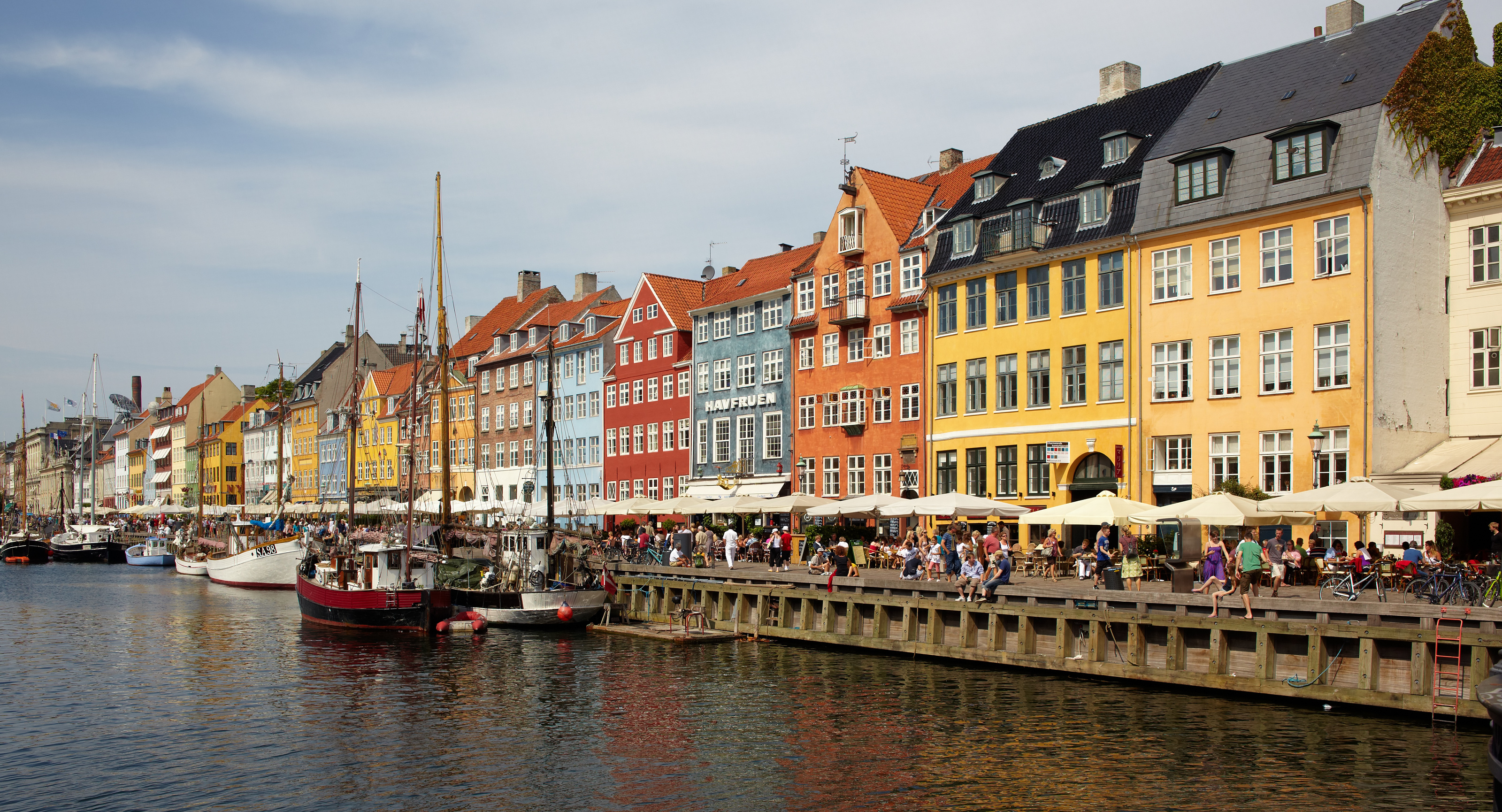
Những ngồi nhà nhiều màu sắc ở Nyhavn

Nyhavn (phát âm tiếng Đan Mạch: [ˈnyhɑwˀn]; Bến cảng mới) là một khu vực bờ sông, khu vực giải trí và thế kỷ 17 ở Copenhagen, Đan Mạch. Trải dài từ Kongens Nytorv đến phía trước bến cảng ngay phía nam của Royal Playhouse, nó được bao quanh bởi các nhà phố và quán bar, quán cà phê và nhà hàng có từ thế kỷ 18 và đầu thế kỷ 18. Kênh đào chứa nhiều tàu gỗ lịch sử.

## Lịch sử
Nyhavn được xây dựng bởi vua Christian V 1670-1673, được đào tạo bởi các tù nhân chiến tranh Thụy Điển từ cuộc chiến tranh Dano-Thụy Điển 1658-1660. Nó là một cửa ngõ từ biển đến thành phố bên trong cũ tại Kongens Nytorv (King's Square), nơi các tàu vận chuyển hàng hóa và ngư dân. Nó nổi tiếng với bia, thủy thủ và mại dâm. Nhà văn người Đan Mạch Hans Christian Andersen sinh sống ở Nyhavn trong khoảng 18 năm.
Cây cầu đầu tiên trên Nyhavn mở cửa vào ngày 6 tháng 2 năm 1875. Đó là một cây cầu gỗ tạm thời. Nó được thay thế bằng cây cầu hiện tại vào năm 1912.

## Con kênh
Khi tàu biển lớn hơn, Nyhavn bị chiếm đóng bởi giao thông vận tải hàng hóa tàu nhỏ của Đan Mạch. Sau khi vận tải đường bộ trong Thế chiến II tiếp quản vai trò này và lưu lượng tàu nhỏ đã biến mất khỏi cảng Copenhagen, khiến Nyhavn phần lớn không có tàu neo đậu.
Vào giữa những năm 1960, Hội Nyhavn (Đan Mạch: Nyhavnsforeningen) được thành lập với mục đích làm sống lại khu vực. Năm 1977, Nyhavn được khánh thành với tư cách là một con tàu kỳ cựu và bến cảng bảo tàng bởi Thị trưởng thành phố Copenhagen Egon Weidekamp. Năm 1980, cảng Nyhavn được cho người đi bộ; nó đã được sử dụng như một khu vực đậu xe trong những năm trước đó đã trùng hợp với một hoạt động cảng cạn kiệt. Kể từ đó nó đã trở thành một điểm phổ biến cho khách du lịch và người dân địa phương như nhau, phục vụ chức năng của một hình vuông theo kiến trúc sư Jan Gehl và Lars Gemzøe. 

## Các tòa nhà

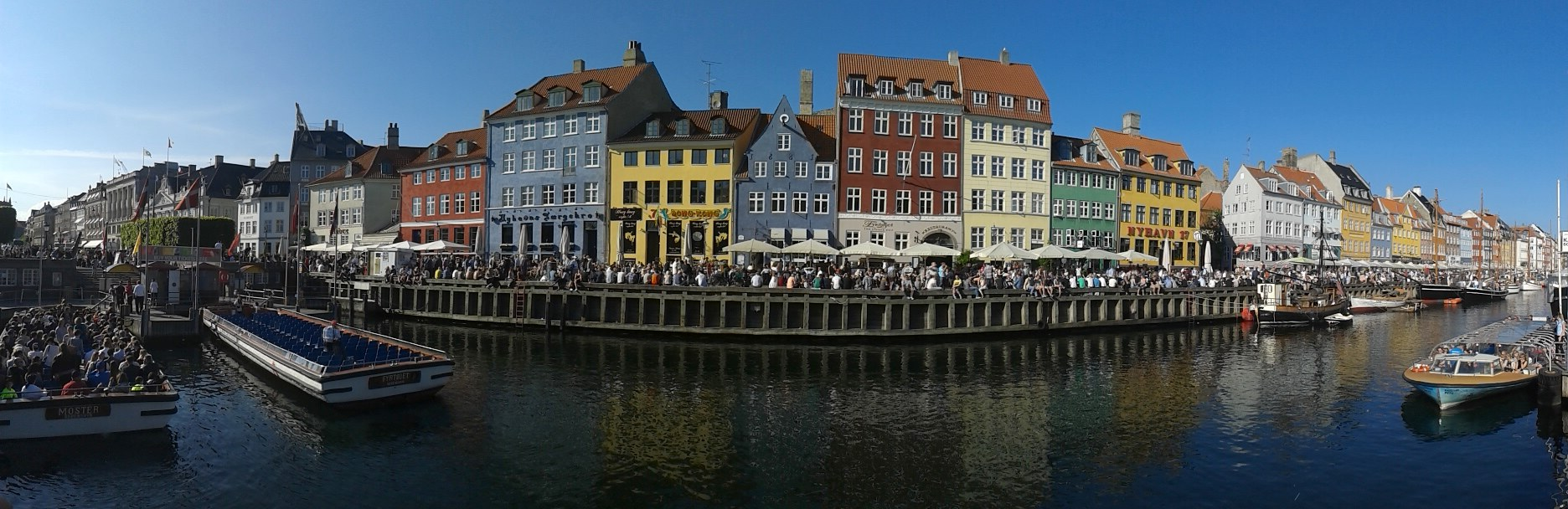
Toàn cảnh phía bắc của Nyhavn

Phía bắc của Nyhavn được lót bởi nhà phố màu sắc rực rỡ được xây dựng bằng gỗ, gạch và thạch cao. Ngôi nhà cổ nhất, ở số 9, có niên đại từ năm 1681.
Giữa năm 1845 và 1864, Hans Christian Andersen sống ở vị trí 67, nơi một tấm bảng tưởng niệm hiện đang đứng vững. Từ 1871-1875 Andersen sống ở Nyhavn 18, hiện đang sở hữu một cửa hàng lưu niệm theo chủ đề Andersen.
Phía nam của Nyhavn có biệt thự xa hoa bao quanh kênh, trong đó có Cung điện Charlottenborg ở góc Kongens Nytorv.